# Presentisme
El presentisme és una teoria de la filosofia que postula que només existeix el present, ja que el passat ja no existeix i el futur és una anticipació. Quan aquests instants s'esdevenen són sempre presents i, per tant, no té sentit distingir entre tots tres. Aquest concepte s'inspira en les teories d'Agustí d'Hipona i David Hume, segons el qual el jo es reduïa a l'acumulació d'impressions en un moment, negant així la consciència o la identitat construïda com a realment existents.